# На перевале не стрелять!
«На перевале не стрелять!» — советский художественный фильм, снятый режиссёрами Мукадасом Махмудовым и Абдусаломом Рахимовым в 1983 году на киностудии «Таджикфильм».

## Сюжет
Действие фильма происходит в 1920-е годы в Таджикистане. Один из стратегических горных перевалов занимает отряд басмачей уважаемого в народе курбаши Керима Додхо. Чекист Парамонов пытается убедить Керима отказаться от дальнейшего кровопролития. Однако контрреволюционеры, проникшие в отряд милиции, стараются помешать переговорам Парамонова и сочувствующего большевикам Додхо. Работникам ОГПУ удаётся разоблачить преступников и вместе с отрядом курбаши одержать над ними победу.

## В ролях
| Актёр                   | Роль                              |
| ----------------------- | --------------------------------- |
| Анатолий Азо            | Парамонов, начальник ОГПУ         |
| Евгений Леонов-Гладышев | Гладышев / Умаров                 |
| Мухаммад-Али Махмадов   | Абдукадыр                         |
| Игорь Добряков          | Иван Прошкин                      |
| Гасан Мамедов           | Хафиз                             |
| Олег Корчиков           | Колесников Андрей Игнатьевич      |
| Тамара Шакирова         | Фатима, племянница тётушки Хафият |

## Съёмочная группа
- Режиссёры: Мукадас Махмудов, Абдусалом Рахимов
- Сценаристы: Валентин Максименков, Мухамеджан Рабиев
- Операторы: Анвар Мансуров, Кови Бахор
- Композитор: Фируз Бахор (Ахмедов)
- Художник: Абдусалом Абдуллаев